# Ipotești (Botoșani)
Ipotești ist ein Dorf und Sitz der Gemeinde Mihai Eminescu im Kreis Botoșani, in der Region Westmoldau, im Nordosten Rumäniens.

## Memorialul Ipotești - Centrul Național de Studii „Mihai Eminescu“

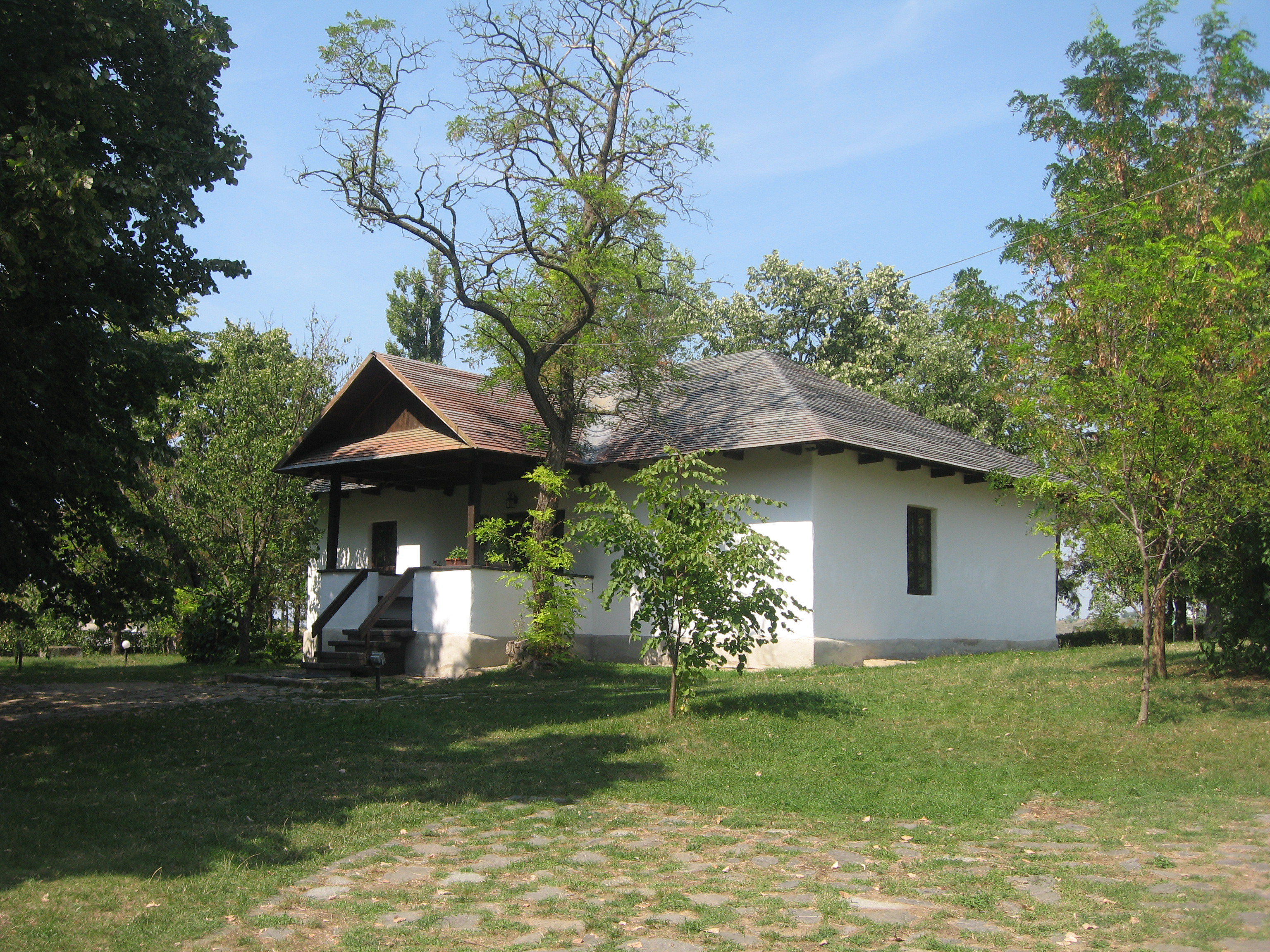
Geburtshaus von Mihai Eminescu

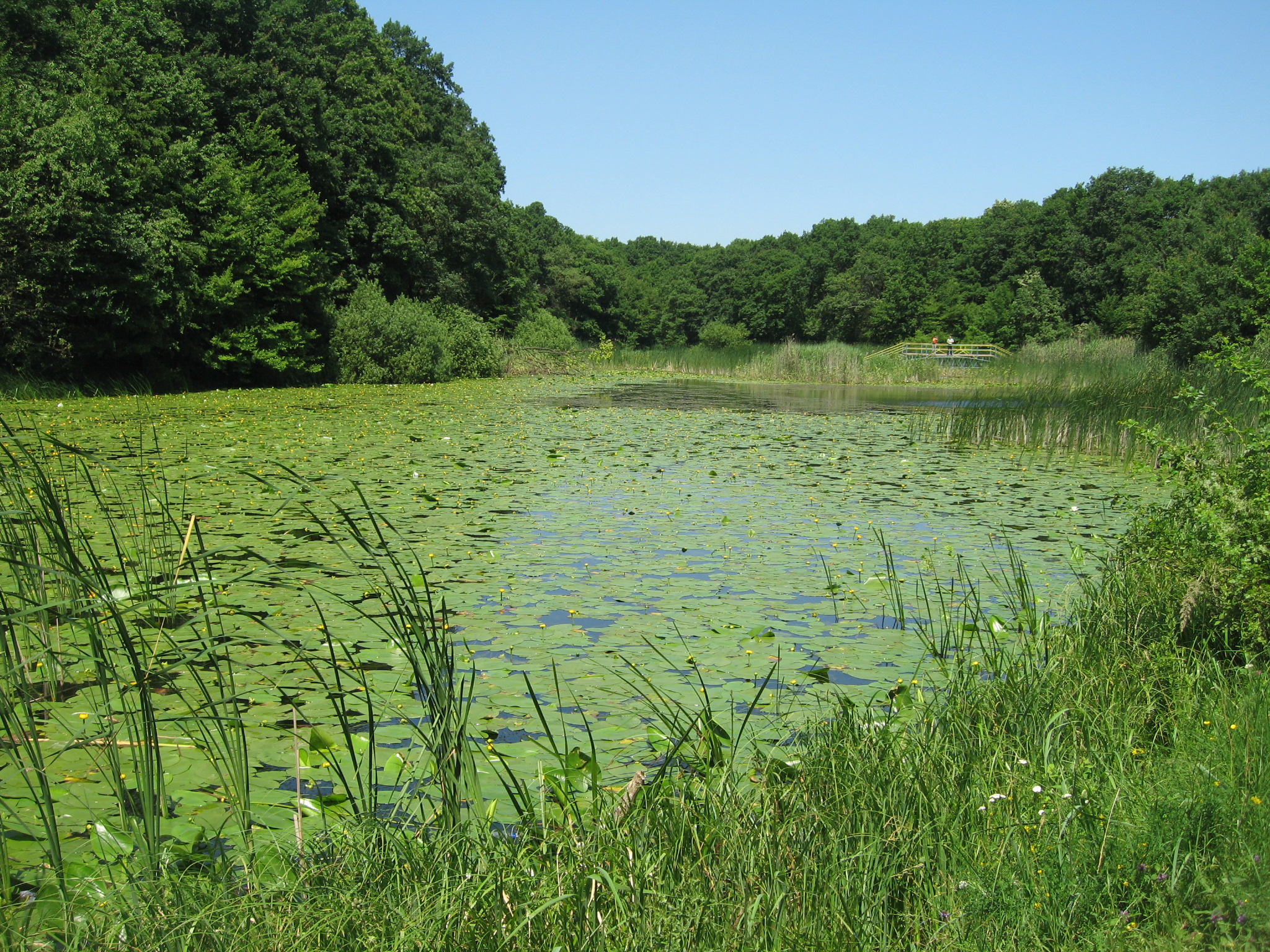
Nymphensee bei Ipotești

1924 wurde Mihai Eminescus Elternhaus abgerissen und 1940 das erste Gedenkmuseum eingeweiht, eingerichtet im 1934 wiederaufgebauten Haus auf den Fundamenten des Elternhauses des Dichters. Da es die Struktur des Originals nicht respektierte, wurde auch dieses Haus abgerissen und 1979 ein anderes Haus eingeweiht (erbaut auf dem Fundament des 1924 abgerissenen). Bis 1991 stand das Gedenkhaus unter der Schirmherrschaft des Kreismuseums Botoșani, von 1991 bis 1992 unter der Aufsicht der Kulturinspektion des Kreises Botoșani. Ab 1992 wurde es zur Ipotești-Gedenkstätte – dem nationalen Studienzentrum „Mihai Eminescu“ und umfasst mehrere Objekte von musealem und kulturellem Interesse, u. a. die seit 1838 urkundlich erwähnte Kirche „Heiliger Voievozi“ sowie die Bibliothek „Mihai Eminescu“ und das Museum „Mihai Eminescu“. Die beiden letztgenannten Gebäude wurden 2000 im Rahmen des umfangreichen rumänischen Kulturprogramms „2000 - Das Jahr des Eminescu“ eingeweiht.

## Persönlichkeiten
- Mihai Eminescu (1850–1889), rumänischer Dichter